# فيليب ليفينغستون
فيليب ليفينغستون (بالإنجليزية: Philip Livingston) (و. 1716 – 1778 م) هو تاجر، وسياسي من المملكة المتحدة. ولد في ألباني، نيويورك.
توفي في يورك، بنسلفانيا، عن عمر يناهز 62 عاماً.

## مناصب
تولى منصب عضو مجلس ولاية نيويورك.

## التعليم
تعلم في جامعة ييل.